# Tetramelaceae
Tetramelaceae — родина рослин з порядку Cucurbitales. Він містить два роди Octomeles і Tetrameles, кожен з яких має один вид.
Родина налічує в двох родах два види, що ростуть у південній і південно-східній Азії та Австралазії. 